# Potamogeton foliosus
Potamogeton foliosus är en nateväxtart som beskrevs av Constantine Samuel Rafinesque. Potamogeton foliosus ingår i släktet natar, och familjen nateväxter.

## Underarter
Arten delas in i följande underarter:
- P. f. fibrillosus
- P. f. foliosus

## Bildgalleri

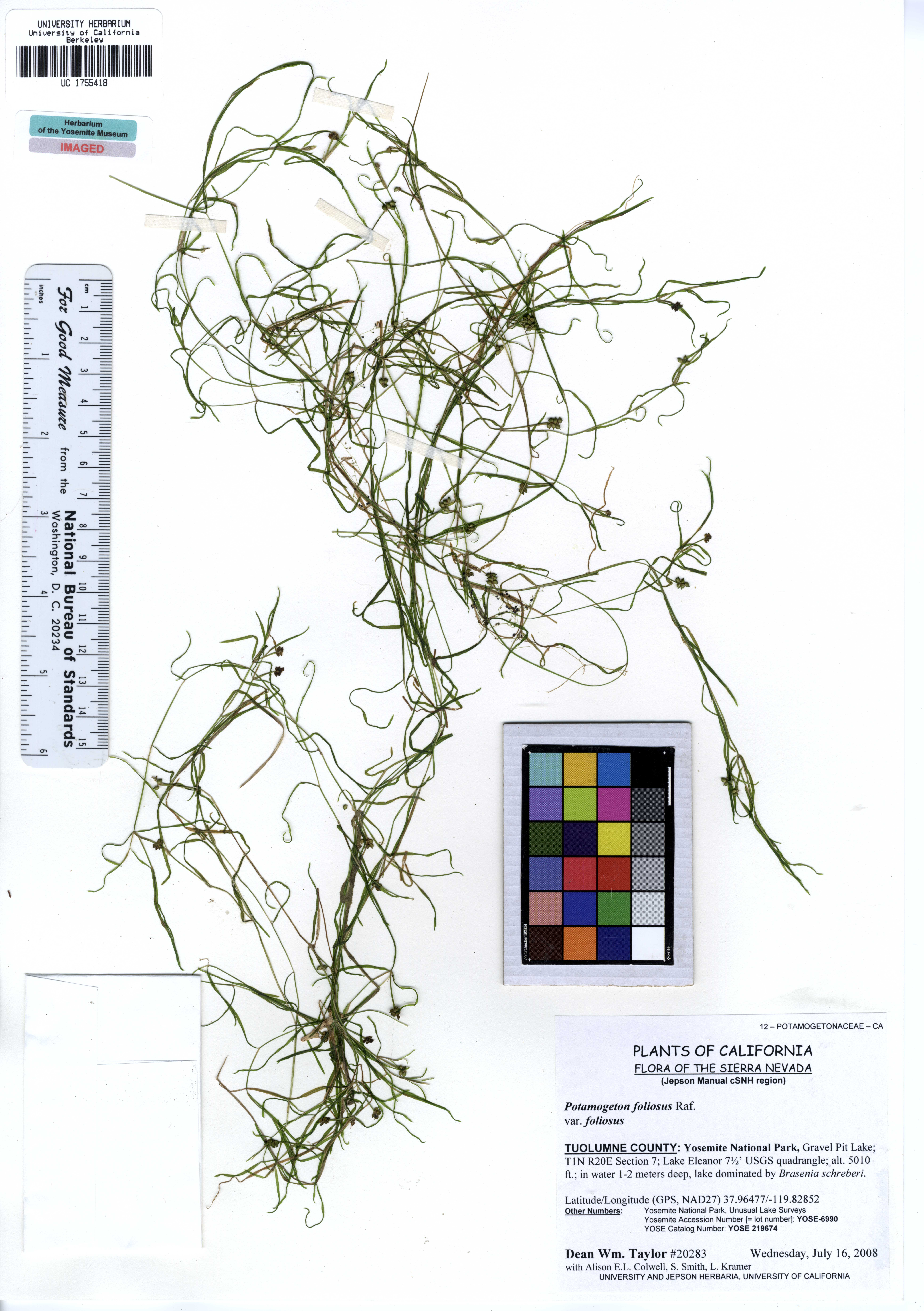
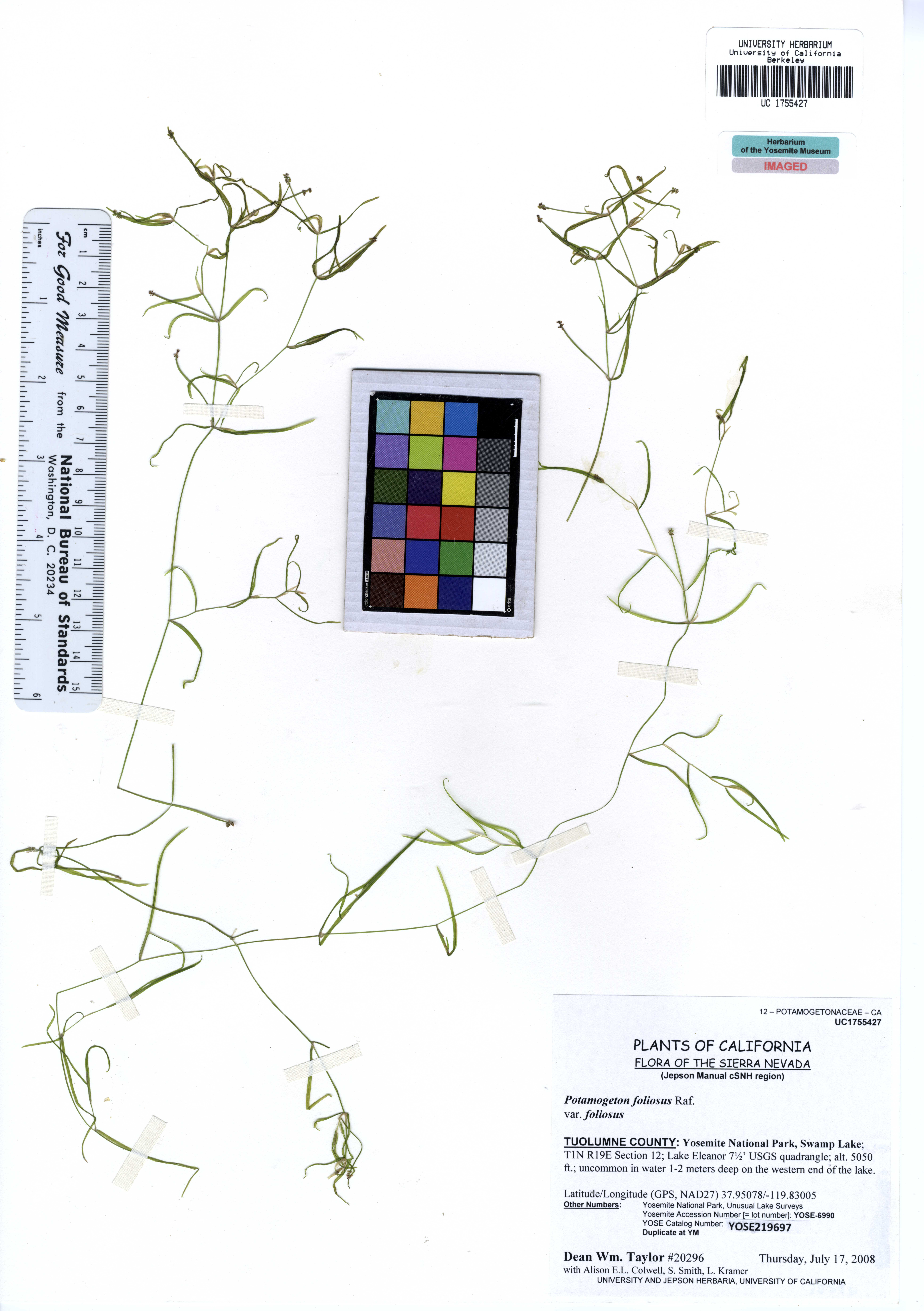